# Danh sách xã thuộc tỉnh Tiền Giang
Tính đến ngày 1 tháng 11 năm 2024, tỉnh Tiền Giang có 164 đơn vị hành chính cấp xã, trong đó có 135 xã.
Dưới đây là danh các xã thuộc tỉnh Tiền Giang hiện nay.
| Xã              | Trực thuộc         | Diện tích (km²) | Dân số (người) | Mật độ dân số (người/km²) | Thành lập |
| --------------- | ------------------ | --------------- | -------------- | ------------------------- | --------- |
| An Cư           | Huyện Cái Bè       |                 |                |                           |           |
| An Hữu          | Huyện Cái Bè       |                 |                |                           |           |
| An Thái Đông    | Huyện Cái Bè       |                 |                |                           |           |
| An Thái Trung   | Huyện Cái Bè       |                 |                |                           |           |
| An Thạnh Thủy   | Huyện Chợ Gạo      |                 |                |                           |           |
| Bàn Long        | Huyện Châu Thành   |                 |                |                           |           |
| Bình Ân         | Huyện Gò Công Đông |                 |                |                           |           |
| Bình Đông       | Thành phố Gò Công  | 22,45           |                |                           |           |
| Bình Đức        | Huyện Châu Thành   |                 |                |                           |           |
| Bình Nghị       | Huyện Gò Công Đông |                 |                |                           |           |
| Bình Nhì        | Huyện Gò Công Tây  |                 |                |                           |           |
| Bình Ninh       | Huyện Chợ Gạo      |                 |                |                           |           |
| Bình Phan       | Huyện Chợ Gạo      |                 |                |                           |           |
| Bình Phú        | Huyện Gò Công Tây  |                 |                |                           |           |
| Bình Phục Nhứt  | Huyện Chợ Gạo      |                 |                |                           |           |
| Bình Tân        | Huyện Gò Công Tây  |                 |                |                           |           |
| Bình Trưng      | Huyện Châu Thành   |                 |                |                           |           |
| Bình Xuân       | Thành phố Gò Công  | 27,86           |                |                           |           |
| Cẩm Sơn         | Huyện Cai Lậy      |                 |                |                           |           |
| Đạo Thạnh       | Thành phố Mỹ Tho   | 10,31           |                |                           |           |
| Đăng Hưng Phước | Huyện Chợ Gạo      |                 |                |                           |           |
| Điềm Hy         | Huyện Châu Thành   |                 |                |                           |           |
| Đông Hòa        | Huyện Châu Thành   |                 |                |                           |           |
| Đông Hòa Hiệp   | Huyện Cái Bè       |                 |                |                           |           |
| Đồng Sơn        | Huyện Gò Công Tây  |                 |                |                           |           |
| Đồng Thạnh      | Huyện Gò Công Tây  |                 |                |                           |           |
| Gia Thuận       | Huyện Gò Công Đông |                 |                |                           |           |
| Hậu Mỹ Bắc A    | Huyện Cái Bè       |                 |                |                           |           |
| Hậu Mỹ Bắc B    | Huyện Cái Bè       |                 |                |                           |           |
| Hậu Mỹ Phú      | Huyện Cái Bè       |                 |                |                           |           |
| Hậu Mỹ Trinh    | Huyện Cái Bè       |                 |                |                           |           |
| Hậu Thành       | Huyện Cái Bè       |                 |                |                           |           |
| Hiệp Đức        | Huyện Cai Lậy      |                 |                |                           |           |
| Hòa Định        | Huyện Chợ Gạo      |                 |                |                           |           |
| Hòa Hưng        | Huyện Cái Bè       |                 |                |                           |           |
| Hòa Khánh       | Huyện Cái Bè       |                 |                |                           |           |
| Hòa Tịnh        | Huyện Chợ Gạo      |                 |                |                           |           |
| Hội Xuân        | Huyện Cai Lậy      |                 |                |                           |           |
| Hưng Thạnh      | Huyện Tân Phước    |                 |                |                           |           |
| Kiểng Phước     | Huyện Gò Công Đông |                 |                |                           |           |
| Kim Sơn         | Huyện Châu Thành   |                 |                |                           |           |
| Long An         | Huyện Châu Thành   |                 |                |                           |           |
| Long Bình       | Huyện Gò Công Tây  |                 |                |                           |           |
| Long Bình Điền  | Huyện Chợ Gạo      |                 |                |                           |           |
| Long Định       | Huyện Châu Thành   |                 |                |                           |           |
| Long Hưng       | Huyện Châu Thành   |                 |                |                           |           |
| Long Khánh      | Thị xã Cai Lậy     | 10,11           |                |                           |           |
| Long Tiên       | Huyện Cai Lậy      |                 |                |                           |           |
| Long Trung      | Huyện Cai Lậy      |                 |                |                           |           |
| Long Vĩnh       | Huyện Gò Công Tây  |                 |                |                           |           |
| Lương Hòa Lạc   | Huyện Chợ Gạo      |                 |                |                           |           |
| Mỹ Đức Đông     | Huyện Cái Bè       |                 |                |                           |           |
| Mỹ Đức Tây      | Huyện Cái Bè       |                 |                |                           |           |
| Mỹ Hạnh Đông    | Thị xã Cai Lậy     | 16,08           |                |                           |           |
| Mỹ Hạnh Trung   | Thị xã Cai Lậy     | 9,88            |                |                           |           |
| Mỹ Hội          | Huyện Cái Bè       |                 |                |                           |           |
| Mỹ Long         | Huyện Cai Lậy      |                 |                |                           |           |
| Mỹ Lợi A        | Huyện Cái Bè       |                 |                |                           |           |
| Mỹ Lợi B        | Huyện Cái Bè       |                 |                |                           |           |
| Mỹ Lương        | Huyện Cái Bè       |                 |                |                           |           |
| Mỹ Phong        | Thành phố Mỹ Tho   | 10,44           |                |                           |           |
| Mỹ Phước Tây    | Thị xã Cai Lậy     | 20,35           |                |                           |           |
| Mỹ Tân          | Huyện Cái Bè       |                 |                |                           |           |
| Mỹ Thành Bắc    | Huyện Cai Lậy      |                 |                |                           |           |
| Mỹ Thành Nam    | Huyện Cai Lậy      |                 |                |                           |           |
| Mỹ Tịnh An      | Huyện Chợ Gạo      |                 |                |                           |           |
| Mỹ Trung        | Huyện Cái Bè       |                 |                |                           |           |
| Ngũ Hiệp        | Huyện Cai Lậy      |                 |                |                           |           |
| Nhị Bình        | Huyện Châu Thành   |                 |                |                           |           |
| Nhị Quý         | Thị xã Cai Lậy     | 8,14            |                |                           |           |
| Phú An          | Huyện Cai Lậy      |                 |                |                           |           |
| Phú Cường       | Huyện Cai Lậy      |                 |                |                           |           |
| Phú Đông        | Huyện Tân Phú Đông |                 |                |                           |           |
| Phú Kiết        | Huyện Chợ Gạo      |                 |                |                           |           |
| Phú Mỹ          | Huyện Tân Phước    |                 |                |                           |           |
| Phú Nhuận       | Huyện Cai Lậy      |                 |                |                           |           |
| Phú Phong       | Huyện Châu Thành   |                 |                |                           |           |
| Phú Quý         | Thị xã Cai Lậy     | 8,14            |                |                           |           |
| Phú Tân         | Huyện Tân Phú Đông |                 |                |                           |           |
| Phú Thạnh       | Huyện Tân Phú Đông |                 |                |                           |           |
| Phước Lập       | Huyện Tân Phước    |                 |                |                           |           |
| Phước Thạnh     | Thành phố Mỹ Tho   | 10,17           |                |                           |           |
| Phước Trung     | Huyện Gò Công Đông |                 |                |                           |           |
| Quơn Long       | Huyện Chợ Gạo      |                 |                |                           |           |
| Song Bình       | Huyện Chợ Gạo      |                 |                |                           |           |
| Song Thuận      | Huyện Châu Thành   |                 |                |                           |           |
| Tam Bình        | Huyện Cai Lậy      |                 |                |                           |           |
| Tam Hiệp        | Huyện Châu Thành   |                 |                |                           |           |
| Tăng Hòa        | Huyện Gò Công Đông |                 |                |                           |           |
| Tân Bình        | Thị xã Cai Lậy     | 9               |                |                           |           |
| Tân Bình Thạnh  | Huyện Chợ Gạo      |                 |                |                           |           |
| Tân Điền        | Huyện Gò Công Đông |                 |                |                           |           |
| Tân Đông        | Huyện Gò Công Đông |                 |                |                           |           |
| Tân Hòa Đông    | Huyện Tân Phước    |                 |                |                           |           |
| Tân Hòa Tây     | Huyện Tân Phước    |                 |                |                           |           |
| Tân Hòa Thành   | Huyện Tân Phước    |                 |                |                           |           |
| Tân Hội         | Thị xã Cai Lậy     | 13,77           |                |                           |           |
| Tân Hội Đông    | Huyện Châu Thành   |                 |                |                           |           |
| Tân Hưng        | Huyện Cái Bè       |                 |                |                           |           |
| Tân Hương       | Huyện Châu Thành   |                 |                |                           |           |
| Tân Lập 1       | Huyện Tân Phước    |                 |                |                           |           |
| Tân Lập 2       | Huyện Tân Phước    |                 |                |                           |           |
| Tân Lý Đông     | Huyện Châu Thành   |                 |                |                           |           |
| Tân Mỹ Chánh    | Thành phố Mỹ Tho   | 9,32            |                |                           |           |
| Tân Phong       | Huyện Cai Lậy      |                 |                |                           |           |
| Tân Phú         | Huyện Tân Phú Đông |                 |                |                           |           |
| Tân Phú         | Thị xã Cai Lậy     | 8,23            |                |                           |           |
| Tân Phước       | Huyện Gò Công Đông |                 |                |                           |           |
| Tân Tây         | Huyện Gò Công Đông |                 |                |                           |           |
| Tân Thanh       | Huyện Cái Bè       |                 |                |                           |           |
| Tân Thành       | Huyện Gò Công Đông |                 |                |                           |           |
| Tân Thạnh       | Huyện Tân Phú Đông |                 |                |                           |           |
| Tân Thới        | Huyện Tân Phú Đông |                 |                |                           |           |
| Tân Thuận Bình  | Huyện Chợ Gạo      |                 |                |                           |           |
| Tân Trung       | Thành phố Gò Công  | 19,6            |                |                           |           |
| Thanh Bình      | Huyện Chợ Gạo      |                 |                |                           |           |
| Thành Công      | Huyện Gò Công Tây  |                 |                |                           |           |
| Thanh Hòa       | Thị xã Cai Lậy     | 6,68            |                |                           |           |
| Thạnh Hòa       | Huyện Tân Phước    |                 |                |                           |           |
| Thạnh Lộc       | Huyện Cai Lậy      |                 |                |                           |           |
| Thạnh Mỹ        | Huyện Tân Phước    |                 |                |                           |           |
| Thạnh Nhựt      | Huyện Gò Công Tây  |                 |                |                           |           |
| Thạnh Phú       | Huyện Châu Thành   |                 |                |                           |           |
| Thạnh Tân       | Huyện Tân Phước    |                 |                |                           |           |
| Thạnh Trị       | Huyện Gò Công Tây  |                 |                |                           |           |
| Thân Cửu Nghĩa  | Huyện Châu Thành   |                 |                |                           |           |
| Thiện Trí       | Huyện Cái Bè       |                 |                |                           |           |
| Thiện Trung     | Huyện Cái Bè       |                 |                |                           |           |
| Thới Sơn        | Thành phố Mỹ Tho   | 12,12           |                |                           |           |
| Trung An        | Thành phố Mỹ Tho   | 10,63           |                |                           |           |
| Trung Hòa       | Huyện Chợ Gạo      |                 |                |                           |           |
| Vĩnh Hựu        | Huyện Gò Công Tây  |                 |                |                           |           |
| Vĩnh Kim        | Huyện Châu Thành   |                 |                |                           |           |
| Xuân Đông       | Huyện Chợ Gạo      |                 |                |                           |           |
| Yên Luông       | Huyện Gò Công Tây  |                 |                |                           |           |